# 雷納拉拉 (密西西比州)
雷納拉拉（英語：Rena Lara）是位於美國密西西比州科荷馬縣的普查規定居民點。

## 歷史
雷納拉拉的郵局自1895年營運至今。

## 人口
根據2020年美國人口普查的數據，雷納拉拉的面積為5.94平方千米，皆為陸地。當地共有人口123人，而人口密度為每平方千米20.71人。